# Società salernitana di storia patria
La Società salernitana di storia patria  (SSSP) è un'istituzione culturale con sede nella città di Salerno, il cui fine è la promozione degli studi storici e archeologici del Mezzogiorno, anche attraverso pubblicazioni specializzate o edizioni di fonti. Fu fondata nel 1920 da Paolo Emilio Bilotti, insediatosi a Salerno quale direttore del locale Archivio di Stato.

## Storia
Dal 1921 al 1927 stampò sedici fascicoli della rivista Archivio storico della provincia di Salerno, con la sola eccezione dell'anno 1925, quando la regolare emissione fu interrotta dall'entrata in vigore della legislazione restrittiva della libertà di stampa del regime fascista.
Nel 1935, con provvedimento del Ministro dell'educazione nazionale Cesare Maria De Vecchi, le società provinciali furono incorporate come sotto-sezioni delle Deputazioni storiche regionali: questo fu anche il destino della SSSP, che fu incorporata alla Società napoletana di storia patria, riottenendo l'autonomia solo nel 1947, quando un Decreto legislativo della neonata Repubblica italiana abrogò il provvedimento di De Vecchi, restaurando l'integrità statutaria delle società costituite anteriormente al 1922.

### Pubblicazioni
Nel 1937 fu dato inizio a una nuova pubblicazione periodica, la Rassegna storica salernitana, le cui edizioni sono in vita ancora oggi, nonostante alterne vicende: la regolare pubblicazione dei suoi quattro numeri annui fu infatti sospesa nel 1939, nel clima della seconda guerra mondiale e riprese solo dal 1943 quando nel secondo dopoguerra la rivista fu diretta da Venturino Panebianco, archeologo e direttore del Museo archeologico provinciale, e da Leopoldo Cassese, storico e archivista, innovatore negli studi sulla storia dei movimenti di lotta contadina nel Mezzogiorno d'Italia (1945-1946).
La pubblicazione della rivista fu nuovamente sospesa nel 1967, a causa della crisi della società di storia patria, e fu ripresa solo nel 1984, anno in cui la rinascita della società storica fu promossa dal professor Italo Gallo dell'università di Salerno, grecista, papirologo e studioso di Plutarco.
Dal 1985, la pubblicazione della rivista fu affiancata da quella della Collana di studi storici salernitani a cui si aggiunse, dal 1988, la collana Quaderni salernitani.
Tra le personalità che hanno pubblicato loro ricerche sulle pagine edite dalla Società salernitana ricorrono, oltre ai già citati Cassese e Panebianco, l'epigrafista Matteo Della Corte, gli storici Corrado Barbagallo, Nicola Acocella, Ernesto Pontieri, Ruggero Moscati, Domenico Demarco, Gabriele De Rosa, Pasquale Villani, l'archeologo Mario Napoli, il giurista Romualdo Trifone, lo storico Paul Oskar Kristeller, studioso della Scuola medica salernitana.

### Stato attuale
Nonostante le difficoltà legate alla mancanza di una sede stabile, l'attività della società prosegue ancora oggi. Le periodiche assemblee sociali sono state ospitate dapprima presso l’aula magna del locale  liceo Tasso, poi presso il salone del convitto nazionale e presso il salone Bilotti dell’Archivio di Stato e da ultimo presso il salone Bottiglieri del palazzo della Provincia, mentre la rivista sociale ha avuto sede presso il Museo archeologico provinciale di Salerno, dove è stata ospitata negli anni cinquanta su iniziativa di Venturino Panebianco. Dal 2008 la sede della rivista è presso la Biblioteca Provinciale di Salerno.